# Maysun
Maysun (en árabe: ميسون -pronunciado Maysún –, Maysun Abu-Khdeir Granados; Zaragoza, 17 de noviembre de 1980) es una periodista visual independiente y directora de fotografía cinematográfica española. Desde 2005 se especializa en reportaje documental y cobertura de noticias a nivel internacional. Fue nominada por la European Pressphoto Agency al Premio Pulitzer en 2013, por su cobertura de la Guerra Civil de Siria. En 2017 impartió una conferencia para TEDx.

## Biografía
A muy temprana edad y debido a su situación familiar, siempre marcada por la guerra en segundo plano, Maysun se conciencia de lo que supone un conflicto bélico y comienza a sentir la semilla del periodismo. Su abuelo materno, Joaquín Granados López (Nerva, Huelva, 1914-Zaragoza, 2004) luchó en el bando Republicano, en la Batalla del Ebro durante la Guerra civil española. A su vez, su padre, Mahmud Abu-Khdeir Vega, (Shua'fat, Jerusalén, Palestina, 1944) llegado a España a estudiar medicina en 1966, no pudo volver a ver a su familia en Palestina hasta 2017, al cabo de 43 años en la Diáspora. 
Tanto Maysun como su hermano David Abu-Khdeir Granados (Zaragoza, España, 1978), se crían con sus padres, rodeados de la familia de su madre, Elisa Granados Orcero (Valladolid, España, 1957), en su país de origen, España, sin apenas contacto directo con la rama paterna. Con el tiempo, ese desarraigo identitario le ayudó a comenzar a investigar sobre sus orígenes, el concepto de identidad y se decidiera a documentar lo que la rodeaba. Todo ello formó parte de una evolución personal que ha desembocado en una mirada fotográfica definida e íntima en la que el concepto de identidad y arraigo/desarraigo están presentes en muchos de sus trabajos.

## Inicios en la fotografía y la "llamada del periodismo"
El 9 de noviembre de 1989, poco antes de cumplir los 9 años, Maysun vio, junto con su familia, la Caída del Muro de Berlín en el telediario de La1 de RTVE. A pesar de su corta edad y de no comprender del todo lo que aquellas imágenes significaban, Maysun sintió por primera vez la imperiosa necesidad de estar allí y poder vivir y contar lo que sucedía a su alrededor en primera persona. Ese episodio marcó su vida para siempre.  Años más tarde se daría cuenta de que ese sentimiento era la semilla del periodismo. 
Su curiosidad y amor por la historia y sobre todo por el Antiguo Egipto, le llevan a estudiar arqueología, con la intención de dedicarse profesionalmente a la egiptología. Aunque su primer contacto con la fotografía se remonta a su niñez, cuando con apenas 7 años, tomaba prestada la cámara compacta de su padre para fotografiar a su familia, es durante sus estudios de bachillerato, cuando aprende a manejar una cámara reflex. Lo que comienza como un hobby, acaba tomando protagonismo y durante sus estudios de Historia en la Universidad de Zaragoza, se plantea complementar su formación de arqueóloga estudiando fotografía de forma profesional. 
Poco a poco, Maysun encuentra en la fotografía una herramienta, no sólo con la que construir su memoria y su identidad, – primero retratando a la comunidad de palestinos de Zaragoza a la que pertenecía su padre, así como a familiares y amigos – si no un medio por el que comprenderse a sí misma y al mundo que la rodea, como una suerte de conversación que circula en ambos sentidos. Al cabo de un tiempo, Maysun aparca los estudios de arqueología para centrarse en la fotografía. 
En 2004 realiza su primer trabajo fotográfico para el sello discográfico "Silco Music". Comienza entonces a trabajar de forma asidua como fotógrafa y redactora, para la Revista de estilo de vida "Spend IN", donde acabará siendo Directora de la misma en la región de Cataluña.  
En 2005, mientras cursa los estudios de Técnico Superior de Fotografía y Diseño en la Escuela de Arte y Superior de Diseño “Serra i Abella” (Hospitalet de Llobregat, Barcelona) contacta con la Comunidad Palestina de Cataluña, y realiza así, su primer reportaje documental – basado en una serie de retratos – como una forma de mirarse en ese espejo en el que poder encontrar sus raíces.
En 2006, Maysun viaja por primera vez a Oriente Medio y cubre la situación de los refugiados palestinos en Jordania, Cisjordania y la frontera de Rafah, entre Egipto y Gaza. Ese viaje, en el que vio por primera vez un bombardeo, cambió profundamente su perspectiva del mundo. A partir del mismo, tomó la decisión de documentar cualquier tipo de injusticia dentro y fuera de zonas de conflicto.

## Primer viaje a Siria
En esa búsqueda de identidad, Maysun viaja a Siria en 2009 – dos años antes de la guerra civil que, desde 2011 devasta al país – para formar parte de un encuentro de jóvenes palestinos de todo el mundo, en el que debaten sobre conceptos intelectuales tales como la identidad, el desarraigo, la diáspora, la historia o la política en el marco de la cultura palestina. Allí, Maysun comprende que una persona de varias procedencias, no está formada por mitades, si no por enteros, pues asegura tiene la suerte de tener más de un origen, más de una historia que contar. Así, a pesar de haberse sentido “mitad española, mitad palestina” en sus primeros años (debido a la presión social por definirla y asociarla de forma excluyente con uno u otro país), Maysun evoluciona en su comprensión de la identidad y pasa a referirse a sí misma simplemente como “hispano-palestina”. 
En ese ejercicio de autoafirmación está, según la fotógrafa, la clave para crecer también personal y profesionalmente, como menciona en su charla “El poder de conocer tu propia identidad”, impartida como parte del ciclo de conferencias TEDx en Zaragoza, en marzo de 2017: “Descubrí que mi identidad cultural era enteramente española y enteramente palestina, y al mismo tiempo ninguna de ellas. Y eso, realmente, me hizo crecer, me enriqueció, me abrió la mente. Ni el origen, idioma, color, género o modo de pensar, definen a una persona."
Maysun volvió a Siria en tres ocasiones más entre 2012 y 2013 para cubrir la Guerra civil siria.

## Trayectoria profesional

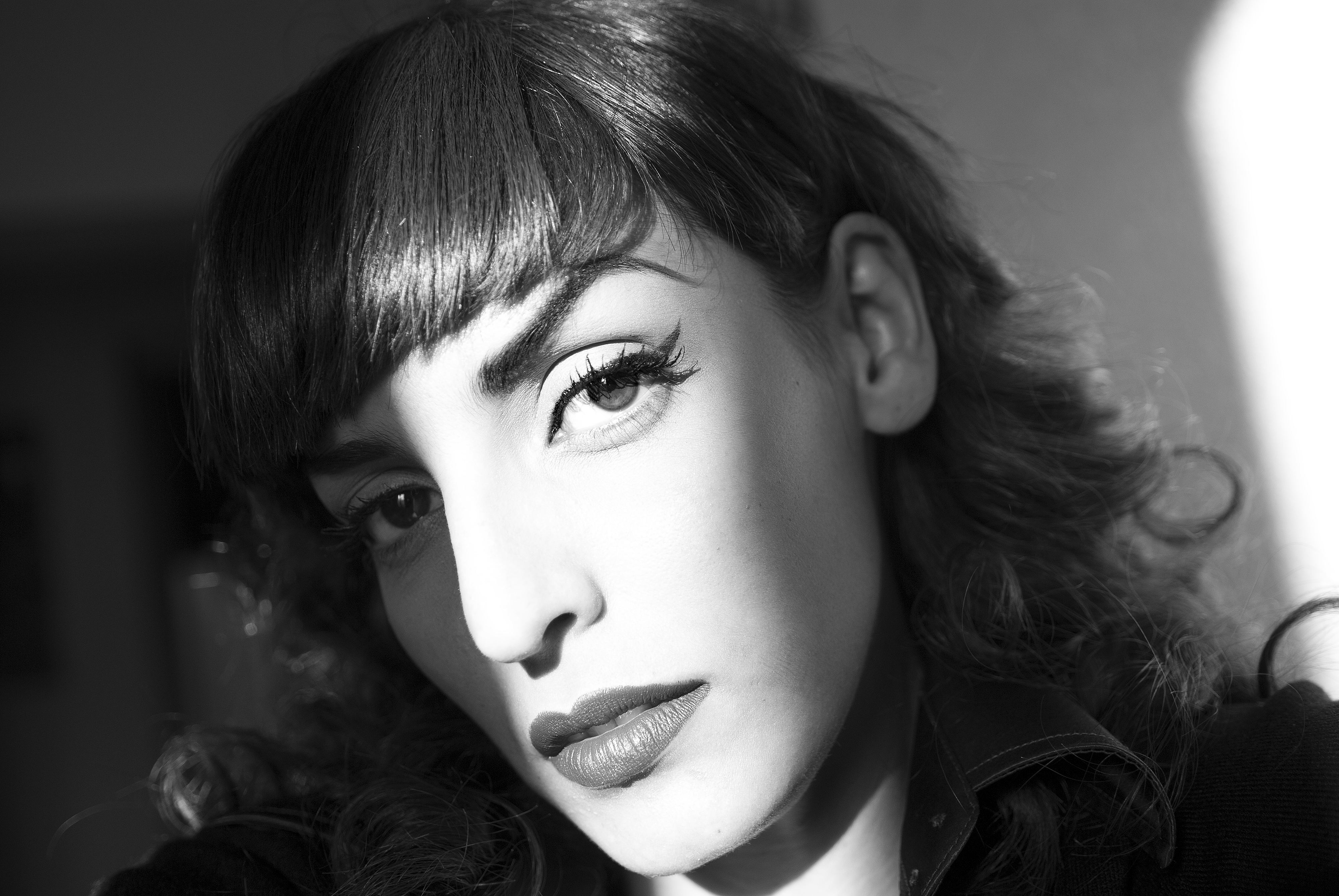
Autorretrato de la periodista visual, DOP, directora y artista, Maysun en Madrid.

Maysun ha cubierto, desde 2005, conflictos sociales, políticos o temas medioambientales por todo el mundo, aunque con especial énfasis en Oriente Medio. En 2006, cuando aún estaba estudiando la Diplomatura de Posgrado en Fotoperiodismo en la Universidad Autónoma de Barcelona, realizó sus dos primeras publicaciones internacionales en The Daily Socialist  y el Magazine turco-francés Müsaik Culturelle.
con sendos reportajes fotográficos sobre la edificación del muro Israelí en Palestina. Tras años de trabajo en prensa diaria en Barcelona para medios como (el ya desaparecido diario) ADN, Público o la ACN (Agencia Catalana de Noticias), Maysun se abrió a medios de comunicación y agencias más internacionales como AFP (Agence France-Presse), EPA (European Pressphoto Agency), NurPhoto Agency o la ya desaparecida Corbis Images entre otras y sus fotografías comenzaron a publicarse en medios de todo el mundo:
- En 2012 sus fotografías pudieron verse en un artículo del The New York Times titulado "Rebel Arms Flow Is Said to Benefit Jihadists in Syria", el periódico neoyorquino ha seguido seleccionando[7] el trabajo de la fotógrafa que por  aquel entonces trabajaba en European Pressphoto Agency. También publica en Lens Blog de NYT.[8]
- En 2013 publica por primera vez en Time Magazine.[9]
- Su trabajo sobre la Guerra de Siria se ve reflejado en un artículo publicado el 14 de abril de 2013 por National Geographic titulado "Syria's Lost Generation",[10] años después, en 2017, ese mismo trabajo aparecerá en la edición española de la revista.[11]
- El 4 de octubre de 2014 Maysun fue nombrada Hija Predilecta[12] de Zaragoza por el Ayuntamiento de Zaragoza.
- La fotógrafa se ha interesado siempre por temas sociales o la vulneración de los Derechos humanos, por eso cubre en 2019 también las migraciones de Venezolanos que buscan asilo en España. Sus fotografías pueden verse en un artículo de The Wall Street Journal titulado "‘A Latin American Brother-Country’: Venezuelans Seek Refuge in Spain."[13]
- Su trabajo para la agencias EPA (European Pressphoto Agency) y Corbis también ha podido verse en The Guardian, tanto en reportajes[14] como en recopilaciones fotográficas.[15]
- Maysun es una de las fotoperiodistas españolas más jóvenes que se sitúan en la primera línea del frente para realizar su trabajo. El periódico alemán Der Spiegel ha seleccionado algunas de sus fotografías para su trabajo, como la del rebelde sirio que dispara desde el suelo que sirve para documentar un artículo de 2013.[16]
- Ha publicado en los semanarios alemanes Stern[17] y Focus (Magazine)

- Su trabajo también ha podido verse en The Washington Post,[18] Los Angeles Times,[19] The International Herald Tribune, NBC News,[20][21][22] CNN, The Daily Telegraph, Al Jazeera, Volksfreund, Die Welt.

- En España ha publicado en El País.[23] Una de las fotografías que ha dado la vuelta al mundo y que más nominaciones y premios le ha reportado a Maysun, es la que sale en el reportaje de la revista Papel del diario El Mundo.[24] Revista La Vanguardia, Revista Ojo de Pez, y la Revista 5w[25][26] entre otros.

## Otros trabajos

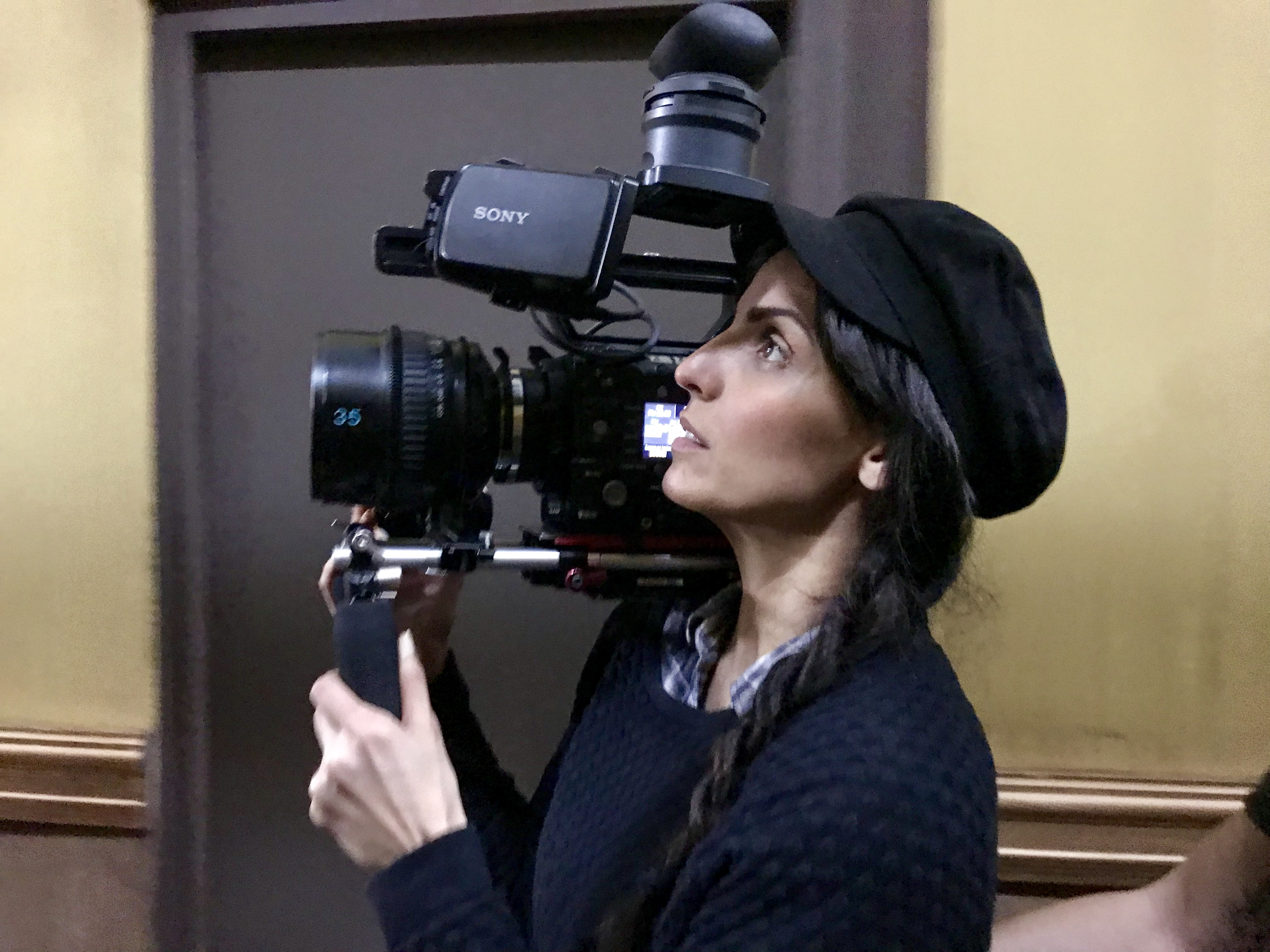
Maysun

Maysun ha trabajado bajo encargo para diferentes instituciones, ONG y Agencias de Noticias como: OXFAM, Médicos Sin Fronteras, Cruz Roja, AECID (Agencia Española de Cooperación Internacional para el Desarrollo) SCI (Servei Civil Internacional), Paz Ahora, o Comisión Europea (CE), Ministerio de Turismo de Malta, Instituto Cervantes en España y República Checa.
Maysun combina su trabajo como documentalista y fotógrafa con la pintura, el diseño creativo, la oratoria y la enseñanza. También ha participado como Directora de fotografía  en Llueven Vacas (Fran Arráez, 2017), a coprotagonizado, el documental de Hernán Zin, "Morir para contar" (2018), que se emite actualmente en más de 120 países, a través de Netflix, un capítulo dedicado a su trayectoria profesional dentro de la serie documental "Detrás del Instante" (2021), de RTVE, o en el documental "Kautela, el fotógrafo" (2022), de Patricia Roda Amador. 
En esa línea, Maysun ha estado trabajando recientemente en el departamento de cámara en las famosas series españolas “Cuéntame cómo pasó” y “HIT" ambas de RTVE.

## Distinciones
- 2020 IWMF Emergency Fund. Becada.
- 2019 "Desalambre" Premios de El Diario.es. Mejor multimedia por "Tierra sin Ellas" (Revista5W). Ganadora.
- 2018 "II Women Photograph Workshop at Photoville". Becada.
- 2018 "The New York Times Portfolio Review". Becada.
- 2018 "6x6 Talent Program" de World Press Photo. Nominada.
- 2017 “Enfoque” Prize. Categoría Especial: Mujeres Fotoperiodistas. Ganadora.
- 2017 "Premio Nacional de Fotoperiodismo" (España). Finalista.
- 2015 "Moscow International Foto Awards" (MIFA) Editorial: Conflicto. Mención de honor.
- 2015 "IPA Awards. Editorial: Guerra/conflicto". Primer Premio. Ganadora.
- 2015 "IPA Awards. Deeper Perspective". Mención de honor.
- 2015 "Premio Nacional de Fotoperiodismo" (España). Mención de honor.
- 2015 "Juan Guerrero Photography Award". Ganadora.
- 2015 "Applied Arts Photography and Illustration Awards". Categoría Historia fotoperiodística. Ganadora.
- 2015 "4th Edition Prix Lucas Dolega". Finalista.
- 2014 Hija Predilecta de la Ciudad de Zaragoza por el Ayuntamiento de Zaragoza.
- 2014 "IPA Awards. Deeper Perspective". Mención de honor.
- 2013 "Premio Pulitzer". Nominada por la "European Pressphoto Agency" (EPA)  por la cobertura de la Guerra Civil de Siria.
- 2013 "Robert Capa Gold Medal". Nominada por la "European Pressphoto Agency" (EPA) por la cobertura de la Guerra Civil de Siria.
- 2013 "IPA Awards". Editorial: Guerra/Conflicto. Primer Premio. Ganadora.
- 2013 "IPA Awards". Deeper Perspective. Finalista.
- 2013 "Marco Luchetta International Award". Finalista.
- 2013 "Manuel Rivera Ortiz Grant". Finalista.
- 2013 "PDN Photo Annual Award". Ganadora.
- 2013 "2EME Edition Prix Lucas Dolega". Finalista.
- 2013 "Reflexiva Award". Finalista.
- 2012 "XVI International Prize of Humanitarian Photography Luis Valtueña". Finalista.
- 2011 "PHE Ojo de Pez" Human Values Award. Finalista.
- 2009 "IPA Awards". Editorial: Photo Essay. Mención de honor.
- 2009 "Fotoactivate Awards" por "Inspiraction NGO" and "Vice Magazine". Ganadora.
- 2009 "Enfoca Awards" por Share Association 2009. Finalista.
- 2008 "Foto-Nikon Award". Finalista.
- 2008 "Fnac New Talent Award 2008". Finalista.
- 2008 "XI International Photojournalism Award" - Ciudad de Gijón. Finalista.
- 2008 "XI International Photojournalism Grant" - “Ciudad de Gijón”. Workshop Grantee.